# Chrysopa pictifacialis
Chrysopa pictifacialis är en insektsart som beskrevs av C.-k. Yang et al in Huang et al. 1988. Chrysopa pictifacialis ingår i släktet Chrysopa och familjen guldögonsländor. Inga underarter finns listade i Catalogue of Life.